# فراوانی عنصرهای شیمیایی

نسبت‌های برآوردشده برای جرم، مادهٔ تاریک و انرژی تاریک در جهان. کسری از جرم و انرژی در جهان که با برچسب «اتم‌ها» مشخص شده به معنی ساخته شده از عناصر شیمیایی است.

فراوانی یک عنصر شیمیایی عبارت است از اندازه‌گیری این که یک عنصر نسبت به دیگر عنصرها چقدر متداول (یا کمیاب) است، یا چقدر از آن عنصر نسبت به دیگر عنصرها در یک محیط داده‌شده وجود دارد. فراوانی پیمانه‌های متفاوتی دارد، مانند کسر جرمی، کسر مولی (یا کسر مولکولی برای گازها) یا کسر حجمی. برای گازهای مخلوط مانند جو یک سیاره، بیشتر از کسر حجمی استفاده می‌شود که برای گازهای ایده‌آل (مخلوط گازی با چگالی و فشار نسبتاً پایین) به مقدار کسر مولی-مولکولی نزدیک است.
برای نمونه فراوانی کسر جرمی اکسیژن در آب حدود ۸۹٪ است اما فراوانی کسر مولی اکسیژن در آب تنها ۳۳٪ است چون یک اتم از سه اتم آب متعلق به اکسیژن است.
در گیتی و در جو سیاره‌های غول گازی مانند مشتری فراوانی نسبت جرمی هیدروژن و هلیم به ترتیب حدود ۷۴٪ و ۲۳-۲۵٪ است. اما کسر مولی این عنصرها به ترتیب نزدیک به ۹۲٪ و ۸٪ است. چون هیدروژن دو اتمی است، ولی هلیم این گونه نیست.
بیشتر فراوانی‌های آورده شده در این مقاله از نوع کسر جرمی است.

## فراوانی عنصرها در جهان
| عدد اتمی | نام عنصر | فراوانی (درصد) | چگالی   |
| -------- | -------- | -------------- | ------- |
| ۱        | هیدروژن  | ۸۶/۸۸۹         | ۰/۰۰۰۰۹ |
| ۲        | هلیم     | ۱۳/۱۰۱         | ۰/۰۰۰۲  |
| ۸        | اکسیژن   | ۰/۰۰۹          | ۰/۰۰۱۵  |
| ۶        | کربن     | ۰/۰۰۰۴۶        | ۲/۳     |
| ۱۰       | نئون     | ۰/۰۰۰۱۴        |         |
| ۲۶       | آهن      | ۰/۰۰۰۱۲        |         |
| ۷        | نیتروژن  | ۰۰۰۰۹۶ /۰      |         |
| ۱۴       | سیلیسیم  | ۰/۰۰۰۰۶۵       |         |
| ۱۲       | منیزیم   | ۰/۰۰۰۰۶۰       |         |
| ۱۶       | گوگرد    | ۰/۰۰۰۰۵۵       |         |

عناصر (همه آنچه از پروتون و نوترون ساخته شده) تنها بخش کوچکی از اجزای تشکیل دهنده جهان هستند. مشاهدات کیهانی نشان می‌دهند که عناصر شیمیایی، تنها ۴٫۶٪ انرژی (و جرم معادل آن) موجود در جهان را تشکیل می‌دهند. در حالی که بقیه جهان از انرژی تاریک و ماده تاریک به ترتیب با فراوانی ۷۲٪ و ۲۳٪ شکل یافته‌است.
بخش بزرگی از ماده موجود در جهان، به صورت یون یا پلاسما درون ستاره‌ها و ابرهای بین ستاره‌ای قرار دارد. هیدروژن فراوان‌ترین عنصر در جهان شناخته‌شده است و پس از آن هلیم در رتبه دوم قرار دارد. البته برای سایر عنصرها، ترتیب فراوانی مشابه با عدد اتمی نیست. اکسیژن با عدد اتمی ۸، سومین رتبه را در فراوانی دارد. می‌توان فراوانی عناصر سبک را با تقریب خوبی براساس مدل استاندارد کیهان‌شناسی پیش‌بینی کرد؛ زیرا بیشتر این عنصرها در فاصله کوتاهی پس از مه‌بانگ ساخته شده‌اند. در حالی که عنصرهای سنگین‌تر، مدت‌ها بعد درون ستاره‌ها به وجود آمده‌اند.
برآورد می‌شود که هیدروژن و هلیم به ترتیب حدود ۷۴٪ و ۲۴٪ ماده مرئی جهان را شکل داده باشند. البته عنصرهای سنگین‌تر با وجود این که ۲٪ باقی‌مانده را تشکیل می‌دهند، تأثیر زیادی بر فعالیت‌های کیهانی دارند. این عنصرهای عموماً در فرایندهای ستاره‌ای ساخته می‌شوند. جدول روبرو، فراوانی عنصرها را در کهکشان راه شیری نشان می‌دهد.

فراوانی عناصر شیمیایی برحسب عدد اتمی در منظومه شمسی

شکل زیر، فراوانی عناصر در منظومه شمسی را نشان می‌دهد. هیدروژن و هلیم که بیشترین فراوانی را دارند، محصول مه‌بانگ هستند. سه عنصر بعدی (یعنی لیتیم، بریلیم و بور)، فراوانی بسیار کمی دارند؛ زیرا زمان کمی برای تشکیل در مه‌بانگ داشتند و در ستاره‌ها نیز ساخته نمی‌شوند. (البته مقدارهای اندکی از این عنصرها از واپاشی عناصر سنگین‌تر بر اثر تابش‌های کیهانی تشکیل می‌شوند.) فرایند آلفا سه‌گانه باعث گذر از این سه عنصر و تشکیل اتم کربن می‌شود. عنصرهای بعدی (عنصرهای سنگین‌تر از کربن) نیز از هم‌جوشی ذرات آلفا (دارای دو پروتون) در ستاره‌ها ساخته می‌شوند. به همین دلیل، فراوانی عنصرهای با عدد اتمی زوج بسیار بیشتر از عنصرهای فرد است.
آهن، با عدد اتمی ۲۶ فراوانی قابل توجهی دارد. دلیل این فراوانی، آن است که آهن پایدارترین عنصری است که به راحتی توسط ذرات آلفا ساخته می‌شود. عنصرهای سنگین‌تر از آهن در فرایندهای انرژی‌گیر در ستاره‌ها ساخته می‌شوند و عموماً فراوانی آنها در جهان با افزایش عدد اتمی، کاهش می‌یابد.

### رابطه فراوانی عنصر باانرژی بستگی هسته‌ای
رابطه ضعیفی میان فراوانی نسبی ایزوتوپ‌ها و انرژی بستگی هسته‌ای آنها وجود دارد. پایداری نسبی برخی ایزوتوپ‌ها، اثر قابل توجهی بر فراوانی نسبی آنها در جهان دارد. هم چنین بیشتر بودن فراوانی عنصرهای با عدد اتمی زوج نسبت به عنصرهای فرد به دلیل بالاتر بودن انرژی بستگی هسته‌ای آنها بر اساس اصل طرد پائولی قابل تفسیر است. رابطه نیمه‌تجربی جرم، یک تفسیر نظری در مورد شکل کلی منحنی انرژی بستگی هسته‌ای ارائه می‌دهد.

## فراوانی عنصرها در زمین

فراوانی عناصر در پوسته زمین برحسب عدد اتمی

فراوانی عناصر در زمین در آغاز، مشابه فراوانی آنها در خورشید بود. ولی در طول زمان، این فراوانی دچار تغییر شد. در حال حاضر، آهن (۳۲٫۱٪) و اکسیژن (۳۰٫۱٪) فراوان‌ترین عناصر تشکیل دهنده جرم زمین هستند. بیش از ۹۸٪ جرم زمین از هشت عنصر شکل گرفته‌است و سایر عناصر، تنها ۱٫۲٪ از جرم زمین را تشکیل می‌دهند. جدول روبرو، فراوانی هشت عنصر نخست را در زمین نشان می‌دهد.

### فراوانی عنصرها در پوسته زمین
نمودار روبرو، فراوانی نسبی عنصرهای شیمیایی را در پوسته زمین (که برای اندازه‌گیری و تخمین، در دسترس‌تر است) نشان می‌دهد. عناصر موجود در پوسته زمین را می‌توان بر اساس فراوانی آنها یا کاربردشان در دسته‌هایی تقسیم‌بندی کرد:
1. عنصرهای شکل‌دهنده سنگ‌ها (عنصرهای اصلی در محدوده سبز و عنصرهای فرعی در محدوده سبز کمرنگ)
2. عنصرهای خاکی کمیاب (اسکاندیم، ایتریم و لانتانیدها با متن آبی)
3. فلزهای صنعتی اصلی (تولید بیش از ۳۰هزار تن در سال با متن قرمز)
4. فلزات گرانبها (با متن بنفش)
5. کمیاب‌ترین فلزات (شش عنصر گروه پلاتین، طلا، رنیم و تلوریم در محدوده زرد)

چند شکست در نمودار وجود دارد. عنصرهای تکنسیم و پرومتیم هیچ ایزوتوپ پایدار یا با نیم‌عمر بالایی ندارند و تنها به صورت بسیار ناچیزی به عنوان محصول واپاشی عنصرهای سنگین‌تر قابل ردیابی هستند. افزون بر این، گازهای نجیب هیچ پیوند شیمیایی در پوسته زمین تشکیل نمی‌دهند و تنها بر اثر واپاشی عنصرهای سنگین‌تر پدید می‌آیند.به همین دلیل، تنها در کمیت‌های بسیار ناچیز در پوسته زمین مشاهده می‌شوند. دوازده عنصر بسیار پرتوزا که در طبیعت بسیار ناچیز هستند (شامل پولونیم، استاتین، فرانسیم، رادیم، اکتینیم، پروتاکتینیم، نپتونیوم، پلوتونیم، امریسیم، کوریم، برکلیم و کالیفرنیم) نیز در نظر گرفته نمی‌شوند. زیرا با این که در آغاز تشکیل زمین وجود داشتند، ولی به دلیل پرتوزا بودن به تدریج واپاشی شدند و در حال حاضر، تنها در کمیت‌های ناچیز بر اثر واپاشی اورانیوم و توریم پدید می‌آیند.
اکسیژن و سیلیسیم فراوان‌ترین عناصر در پوسته زمین هستند. ترکیب این دو عنصر، کانی‌های سیلیکاتی را که بخش قابل توجهی از سنگ‌ها را شامل می‌شوند، به وجود می‌آورد.
| عدد اتمی | نام عنصر | نسبت جرمی |
| -------- | -------- | --------- |
| ۸        | اکسیژن   | ۸۵٫۸۴٪    |
| ۱        | هیدروژن  | ۱۰٫۸۲٪    |
| ۱۷       | کلر      | ۱٫۹۴٪     |
| ۱۱       | سدیم     | ۱٫۰۸٪     |
| ۱۲       | منیزیم   | ۰٫۱۲۹٪    |
| ۱۶       | گوگرد    | ۰٫۰۹۱٪    |
| ۲۰       | کلسیم    | ۰٫۰۴٪     |
| ۱۹       | پتاسیم   | ۰٫۰۴٪     |
| ۳۵       | برم      | ۰٫۰۰۷٪    |
| ۶        | کربن     | ۰٫۰۰۳٪    |

### فراوانی عنصرها در اقیانوس‌ها
حدود ۷۰٪ سطح زمین از آب پوشیده شده‌است. به جز اکسیژن و هیدروژن (عناصر تشکیل‌دهنده آب) که بیش از ۹۶٪ ماده درون اقیانوس‌ها را شکل می‌دهند، عنصرهای سازنده نمک‌ها بیشترین فراوانی را در اقیانوس‌ها دارند. از جمله، کلر و سدیم (که سازنده نمک خوراکی هستند) به ترتیب با فراوانی ۱٫۹۴٪ و ۱٫۰۸٪ با اختلاف قابل توجهی نسبت به سایر عناصر، فراوانی زیادی در اقیانوس‌ها دارند. منیزیم، گوگرد، کلسیم، پتاسیم، برم و کربن سایر عناصر فراوان موجود در اقیانوس‌ها هستند.

### فراوانی عنصرها در جو
فراوان‌ترین عناصر موجود در جو، نیتروژن (۷۸٫۱٪)، اکسیژن (۲۰٫۹٪) و آرگون (۰٫۹۶٪) هستند. کربن و هیدروژن نیز به صورت کربن دی‌اکسید و بخار آب با مقدار متغیر در جو وجود دارند. آرگون با وجود آن که فراوانی بسیار کمی در زمین دارد، ولی فراوانی آن در جو قابل توجه است.

## فراوانی عنصرها دربدن انسان
حدود ۶۵ تا ۹۰٪ جرم سلول‌های بدن انسان را آب تشکیل می‌دهد و بخش بزرگی از مقدار باقیمانده نیز شامل مولکول‌های آلی کربن‌دار است. بنابراین اکسیژن نسبت قابل توجهی از جرم بدن انسان را به خود اختصاص می‌دهد و پس از آن نیز کربن قرار می‌گیرد. تقریباً ۹۹٪ جرم بدن انسان از شش عنصر شکل یافته‌است: اکسیژن (۶۵٪)، کربن (۱۸٪)، هیدروژن (۱۰٪)، نیتروژن (۳٪)، کلسیم (۱٫۵٪) و فسفر (۱٫۲٪). ۰٫۷۵٪ نیز شامل پنج عنصر است: پتاسیم (۰٫۲٪)، گوگرد (۰٫۲٪)، کلر (۰٫۱٪)، سدیم (۰٫۱٪) و منیزیم (۰٫۰۵٪). تنها هفده عنصر، برای زندگی انسان، مورد نیاز هستند. چند عنصر دیگر نیز در حد ناچیز در سلامتی پستانداران نقش دارند. دو عنصر آلومینیوم و سیلیسیم با وجود فراوانی در زمین، در بدن انسان تقریباً بی‌تأثیر هستند.
نمایش عنصرهای ضروری در جدول تناوبی
| H  |    |    |    |    |    |    |    |    |    |    |    |    |     |    |     |    |     | He  |  |
| Li | Be |    |    |    |    |    |    |    |    |    |    |    | B   | C  | N   | O  | F   | Ne  |  |
| Na | Mg |    |    |    |    |    |    |    |    |    |    |    | Al  | Si | P   | S  | Cl  | Ar  |  |
| K  | Ca |    | Sc | Ti | V  | Cr | Mn | Fe | Co | Ni | Cu | Zn | Ga  | Ge | As  | Se | Br  | Kr  |  |
| Rb | Sr |    | Y  | Zr | Nb | Mo | Tc | Ru | Rh | Pd | Ag | Cd | In  | Sn | Sb  | Te | I   | Xe  |  |
| Cs | Ba | *  | Lu | Hf | Ta | W  | Re | Os | Ir | Pt | Au | Hg | Tl  | Pb | Bi  | Po | At  | Rn  |  |
| Fr | Ra | ** | Lr | Rf | Db | Sg | Bh | Hs | Mt | Ds | Rg | Cn | Uut | Fl | Uup | Lv | Uus | Uuo |  |
| -- | -- | -- | -- | -- | -- | -- | -- | -- | -- | -- | -- | -- | --- | -- | --- | -- | --- | --- |  |
|    |    |    |    |    |    |    |    |    |    |    |    |    |     |    |     |    |     |     |  |
|    |    |    | *  | La | Ce | Pr | Nd | Pm | Sm | Eu | Gd | Tb | Dy  | Ho | Er  | Tm | Yb  |     |  |
|    |    |    | ** | Ac | Th | Pa | U  | Np | Pu | Am | Cm | Bk | Cf  | Es | Fm  | Md | No  |     |  |

| چهار عنصر آلی اصلی     | عنصرهای با مقدار قابل توجه                   |
| عنصرهای با مقدار ناچیز | نقش ساختاری یا عملکردی احتمالی در پستانداران |